# Stan Webb
Stan Webb (né le 3 février 1946 à Fulham) est le guitariste du groupe rock/blues Chicken Shack.